# Джузеппе Аббаньяле
Джузеппе Аббаньяле (італ. Giuseppe Abbagnale, 24 липня 1959) — італійський академічний веслувальник.
Олімпійський чемпіон 1984, 1988 років у складі розпашної двійки зі стерновим, срібний призер 1992 року в складі розпашної двійки зі стерновим, учасник 1980 року.
Переможець Середземноморських ігор 1991 року в складі розпашної двійки зі стерновим, срібний призер 1979 (розпашні двійки зі стерновим), 1993 (розпашні двійки зі стерновим) років.
Чемпіон світу 1981 (розпашні двійки зі стерновим), 1982 (розпашні двійки зі стерновим), 1985, 1987, 1989, 1990, 1991 років у складі розпашної двійки зі стерновим, срібний призер 1986, 1993 років у складі розпашної двійки зі стерновим, бронзовий призер 1983 року в складі розпашної двійки зі стерновим.

## Родина
Брати — Карміне і Агостіно Аббаньяле.